# Kobyla Góra (gmina)
Kobyla Góra (1934-54 gmina Kobylagóra) – gmina wiejska w województwie wielkopolskim, w powiecie ostrzeszowskim. W latach 1975–1998 gmina położona była w województwie kaliskim.
Siedziba gminy to Kobyla Góra.
Według danych z 30 czerwca 2016 roku gminę zamieszkiwało 6178 osób. Stanowi to 11,2% ludności powiatu. Natomiast według danych z 31 grudnia 2017 roku gminę zamieszkiwało 6178 osób.

## Struktura powierzchni
Według danych z roku 2016 gmina Kobyla Góra zajmuje obszar 129,2 km². Ze względu na niską klasę bonitacyjną gleb, nie posiada on zbyt dobrych warunków dla rozwoju produkcji rolniczej. Specyfika terenu sprzyja bardziej rozwojowi hodowli i turystyki.
Struktura gruntów wchodzących w skład gminy przedstawia się następująco:
- użytki leśne: 44,7%
- użytki rolne: 34,4%
- łąki: 7,8%
- pastwiska: 4,2%
- pozostałe: 8,9%

Gmina stanowi 16,7% powierzchni powiatu. Leży w obszarze chronionego krajobrazu „Wzgórza Ostrzeszowskie i Kotlina Odolanowska”. Jej najwyższym punktem jest wzniesienie Kobyla Góra (284 m n.p.m.), stanowiące najwyższy punkt Wielkopolski.

## Rys historyczny
Region kobylogórski był terenem osadniczym. W przekazach źródłowych wiadomość o Kobylej Górze pojawiła się po raz pierwszy w końcu XIV wieku, kiedy w Polsce rozpoczął rządy Władysław Jagiełło. Z tego też okresu zachowały się informacje o budowli obronnej. W pierwszej połowie XV wieku Kobyla Góra była w pełni ukształtowana jako miejscowość, miasteczko posiadało własne instytucje. Była to miejscowość rolnicza, jednak bezpośrednią rolę w jej gospodarce odgrywały młyny oraz zakłady rzemieślnicze, głównie garncarskie i hutnicze. Z tamtych czasów pochodzi koło młyńskie, które obecnie jest herbem miejscowości.
Przywilej na organizacje jarmarków Kobyla Góra otrzymała w dniu 23 października 1509 roku. Został on nadany przez króla Zygmunta Starego we Lwowie. Ze względu na ulokowanie na trasie z Kalisza do Wrocławia oraz położenie przyrodnicze gmina odgrywa znaczną rolę w handlu. W drugiej połowie XVIII wieku państwo polskie utraciło niepodległość, a w wyniku II rozbioru Polski – aż do 1918 roku – z wyjątkiem krótkiego czasu sankcjonowania Księstwa Warszawskiego, obszar ten pozostał pod zaborem pruskim.
W sierpniu 1793 roku Kobyla Góra została skreślona z rejestru miast polskich i pozostaje wsią do dziś. Ważnym przedsięwzięciem ułatwiającym kontakt z sąsiadującymi miastami było wybudowanie w 1860 roku szosy z Ostrzeszowa do Sycowa i Wrocławia. W tym też okresie został powołany komisarz obwodowy, który administrował sześć wsi.
Pod względem społecznym duże znaczenie w regionie miał bunt chłopów podczas Wiosny Ludów. W okresie dwudziestolecia międzywojennego w Kobylej Górze nie nastąpiły istotne zmiany gospodarcze. Dopiero w 1934 roku, ze względu na chęć wzmocnienia i podniesienia rangi gospodarczo-społecznej miejscowości, doszło do połączenia dwóch wsi sołeckich Kobyla Góra i Góra. Tym samym ustanowiono nowy obszar terytorialny.

## Demografia
Dane z 30 czerwca 2004 roku:
| Opis                              | Ogółem | Ogółem | Kobiety | Kobiety | Mężczyźni | Mężczyźni |
| --------------------------------- | ------ | ------ | ------- | ------- | --------- | --------- |
| jednostka                         | osób   | %      | osób    | %       | osób      | %         |
| populacja                         | 5761   | 100    | 2809    | 48,8    | 2952      | 51,2      |
| gęstość zaludnienia (mieszk./km²) | 44,7   | 44,7   | 21,8    | 21,8    |           |           |

- Piramida wieku mieszkańców gminy Kobyla Góra w 2014 roku[1]:

## Najważniejsze zabytki
- Kościół parafialny pod wezwaniem świętej Jadwigi w Kobylej Górze (1808)
- Kościół ewangelicki w Kobylej Górze (1894)
- Kościół ewangelicki w Pisarzowicach (1901)
- Zabytkowy kościół w Myślniewie (1746)
- Dworek w Ligocie (końcówka XIX wieku)

## Sołectwa
Bałdowice, Bierzów, Ignaców, Kobyla Góra, Kuźnica Myślniewska, Ligota, Marcinki, Mąkoszyce, Mostki, Myślniew, Parzynów, Pisarzowice, Rybin, Zmyślona Ligocka

## Sąsiednie gminy
Baranów, Bralin, Doruchów, Dziadowa Kłoda, Kępno, Międzybórz, Ostrzeszów, Perzów, Sośnie, Syców